# Grande Loge Nationale Française
Die Grande Loge Nationale Française (GLNF) (deutsch: Französische Nationale Großloge) ist eine im Jahr 1913 unter dem Namen „Grande Loge Nationale Indépendante et Régulière pour la France et les Colonies Françaises“ (deutsch: Unabhängige und Reguläre Nationale Großloge für Frankreich und seine Kolonien) in Paris gegründete französische reguläre Großloge.

## Entstehung und Grundsätze
Im Jahr 1877 hatte der Grand Orient de France (GOdF) im Zug seiner Abkehr von deistischer Symbolik auf den „Grand Architecte de l’Univers“  im Ritual verzichtet. Es dauerte bis 1910, als einige Brüder des GOdF zu ebendiesem „Großen Baumeister des Universums“ zurückkehren wollten. Unter Führung von de Ribeaucourt gründeten sie die Loge „Zentrum der Freunde“ neu und praktizierten den  Schottischen Ritus. Damit kehrten sie zum traditionellen englischen Stil zurück. Die Großloge von England entzog 1913 dem Grand Orient de France die „Regularität“, und konsequent duldete der GOdF ab 1913 die „englische“ Praxis der Loge „Zentrum der Freunde“ nicht mehr und schloss die Loge aus. De Ribeaucourt gründete, gemeinsam mit der „Englischen Loge von Bordeaux“, die „Grande Loge Nationale Independente et Reguliere pour la France et les Colonies Francaises“ und wurde ihr erster Großmeister. Die rituelle Trennung vom GOdF 1912 wird 2012 zum Anlass der 100-Jahr-Feier genommen.

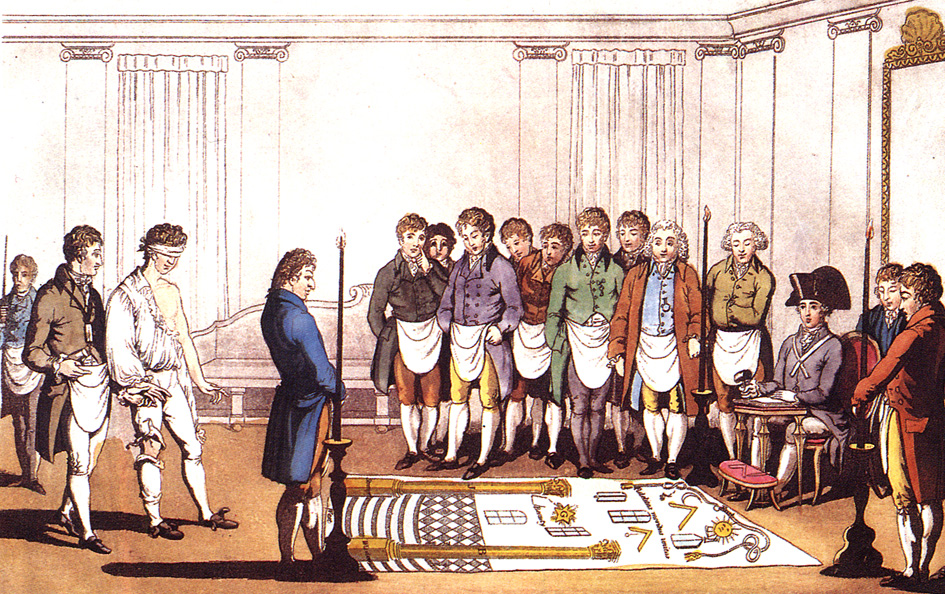
Initiation eines „Suchenden“. Kupferstich, 1745 in Frankreich

Die wechselseitige Wahrnehmung der beiden französischen Großlogen ist durch eine Übereinkunft von 1964 gekennzeichnet, wonach der GOdF und die GLNF „in freundschaftlichen Beziehungen“ stehen. Diese Übereinkunft wurde zwar 1970 annulliert, doch besteht ein vermutlich weltweit einzigartiges Verhältnis zwischen „französischer“ (GOdF) und „englischer“ Freimaurerei (GLNF) in Frankreich: „Es ist einem Maurer jeder der beiden Obödienzen möglich, an der [Arbeit der] jeweils Anderen teilzuhaben“ (appartenir).
Die GLNF veröffentlicht acht Grundprinzipien, die für jede reguläre Großloge und die ihr nachgeordneten Logen, gelten:
1. Der Glaube des Mitgliedes an den Großen Baumeister des Universums (Grand Architecte de l’Univers)
2. Die Verpflichtung eines neuen Mitglieds auf das „Buch des heiligen Gesetzes“, von seinem Glauben abhängig
3. Tempelarbeiten erfordern die „Drei großen Lichter“: Das Buch des Heiligen Gesetzes, das Winkelmaß und den Zirkel
4. Verbot von Streitgesprächen zu politischen und religiösen Themen während der maurerischen Arbeiten
5. Nur Männer können Mitglieder werden
6. Eine Großloge muss freimaurerische souveräne Rechtsprechung gegenüber ihren nachgeordneten Logen haben
7. Eine Großloge muss in ihrem Wirkungsbereich strikt beachten: Die „Alten Pflichten“ und die Sitten und Gebräuche der traditionellen Freimaurerei
8. Eine Großloge ist dann regulär, wenn sie durch eine bereits bestehende reguläre Großloge konstituiert wird.

## Organisation
Nach eigenen Angaben hat die GLNF 43.500 Mitglieder (Stand: Dezember 2010), jährliche Zugange: 4.000. Zum 100. Geburtstag 2012 „werden es 50.000 Mitglieder sein“ (Homepage, Link s. u.). Die Großloge ist in Provinzen gegliedert, die im Wesentlichen der französischen Verwaltungsgliederung in Regionen entsprechen. Anzahl der Logen: 1.365.
Im „Annuaire 2008 - 2012“ ist die Organisation der Großloge dargestellt, dabei: Postadressen und „Arbeitstage“ (Tempelarbeiten) aller Logen.

## Krise von 2009
Im Dezember 2009 kam es zur Krise in der Großloge als bekannt wurde, dass die Großloge unter dem Großmeister François Stifani über 17  Millionen Euros zur Förderung von politischen Zielen verwendet hatte. Stifani trat zurück. Im Januar 2011 wurde Monique Legrand, selbst keine Freimaurerin, als Verwalterin der Großloge durch ein französisches Gericht bestellt. Damit stand  die Großloge nicht mehr unter eigener Verwaltung, weshalb die meisten europäischen Großlogen den Kontakt mit der GLNF suspendierten. Ihr wurde von der Großloge von England sowie vier anderen europäischen Großlogen mit Schreiben vom 20. Dezember 2011 die Anerkennung der „Regularität“ entzogen. Am 12. Juni 2014 wurde in einer gemeinsamen Erklärung der Vereinigten Großloge von England und der Großlogen von Irland die GLNF als reguläre Großloge wieder anerkannt. Mit Beschluss des Senats der Vereinigten Großlogen von Deutschland vom 31. Januar 2015 hat auch diese die Regularität der GLNF wieder anerkannt.